# Facultad de Ciencias Agrarias y Forestales de la Universidad Nacional de La Plata
La Facultad de Ciencias Agrarias y Forestales, dependiente de la Universidad Nacional de La Plata, es una institución de enseñanza superior ubicada en la ciudad de La Plata (provincia de Buenos Aires, Argentina) donde se dictan las carreras de grado de ingeniería agronómica e ingeniería forestal.

## Historia
La Facultad de Ciencias Agrarias y Forestales es la institución con la más larga tradición en los estudios agronómicos y forestales en Argentina.
La historia de la facultad tiene sus inicios en el año 1883, cuando se inician los estudios agronómicos y veterinarios en la Escuela Agronómico Veterinaria de Santa Catalina, en el predio de idéntico nombre ubicado en el partido de Lomas de Zamora. En la actualidad, esas tierras conforman la Reserva Natural Provincial Santa Catalina.
Esta escuela devino en la Facultad de Agronomía y Veterinaria sobre la base de una ley del Congreso de la provincia de Buenos Aires en el año 1889, mientras que el Poder Ejecutivo provincial dispuso su traslado a la ciudad de La Plata, en la que está asentada desde 1890.
Posteriormente, y por un convenio suscrito entre ambos gobiernos en 1902, la provincia cedió sin cargo a la Nación la propiedad de la Facultad de Agronomía y Veterinaria, junto con el establecimiento de Santa Catalina y el Observatorio Astronómico para, finalmente, formar parte de las instituciones fundacionales de la Universidad Nacional de La Plata, creada en 1905.
En el año 1921, se separa la Facultad de Veterinaria como unidad académica autónoma, concentrándose la Facultad de Agronomía en el dictado de la carrera de Ingeniería Agronómica.
En 1960 el Consejo Superior de la Universidad Nacional de La Plata aprueba la creación de la Escuela Superior de Bosques como una dependencia de la Facultad de Agronomía que albergaría el dictado de la carrera de Ingeniería Forestal. Honrando un convenio que luego de varios años de negociación la Universidad Nacional de La Plata terminó suscribiendo con el Ministerio de Asuntos Agrarios de la provincia de Buenos Aires en 1964, principal aliada de la iniciativa. En virtud de este convenio, el Ministerio suministró un importante apoyo económico inicial y cedió el predio y las instalaciones en que funcionó la Escuela, en el Parque Pereyra Iraola, hasta la segunda mitad de la década de los '70 en que se completó el edificio propio que la Universidad Nacional de La Plata construyó en cercanías del edificio central de la Facultad de Agronomía. Completando la iniciativa, en 1962 se suscribió un convenio con la FAO mediante el cual se creó el Instituto de Ordenación de Vertientes e Ingeniería Forestal (IOVIF) como una dependencia de la Escuela de Bosques.
Por último, en el año 1990, la Universidad Nacional de La Plata aprobó una propuesta de la propia Unidad Académica que consistía en disolver la Escuela Superior de Bosques en tanto dependencia y modificar la anterior denominación de Facultad de Agronomía por la actual denominación de Facultad de Ciencias Agrarias y Forestales (FCAyF), motivada por la aspiración de legitimar la importancia del desarrollo y consolidación igualitaria de ambas carreras como ejes del proyecto académico-institucional de la Facultad.

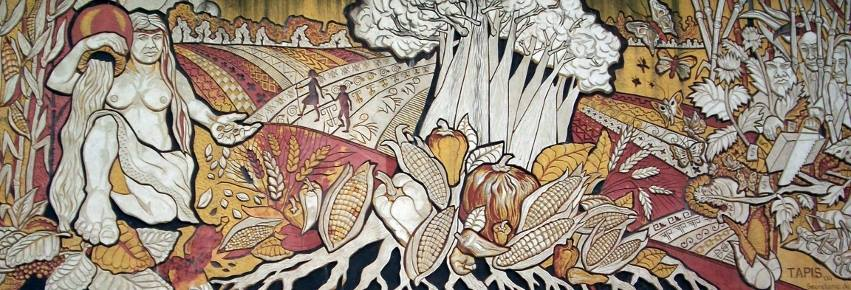
Mural ubicado en el patio interior de la facultad.

Con estos antecedentes históricos y en este marco institucional queda configurado el entorno en el cual desarrolla sus actividades la Facultad de Ciencias Agrarias y Forestales de la Universidad Nacional de La Plata. Decana y precursora de su propia Universidad, la Facultad está plenamente integrada a la Universidad Nacional de La Plata, una universidad concebida con un marcado espíritu científico en su creación, lo que la llevó a concebirse como una institución en la que la producción y difusión del conocimiento tuviera idéntica importancia que la formación de profesionales.